# Sonallah Ibrahim
Sonallah Ibrahim (en àrab: صنع الله إبراهيم, Ṣunʿ Allāh Ibrāhīm) (el Caire, Egipte, 24 de febrer de 1937 - el Caire, 13 d'agost de 2025) fou un escriptor egipci.
Va néixer en el si d'una petita família burgesa. Després d'estudiar Dret i Teatre a la Universitat del Caire, Ibrahim va fer de periodista a aquesta ciutat fins que fou arrestat i empresonat el 1959 per ser advocat de les esquerres. Després de ser alliberat, el 1964, va tornar al periodisme a Egipte abans de traslladar-se a Berlín i més tard a Moscou. Ibrahim va tornar a Egipte el 1974 i des de llavors es va dedicar exclusivament a escriure.
Pertanyent a la generació literària egípcia dels 60, juntament amb Gamal al Ghitany, Yusuf al Qaaid o Yahia Taher, la seva obra projecta els problemes polítics i socials de la seva època. El seu humor negre i àcid implanta l'inverosímil retorçant-lo al màxim.
La seva trajectòria literària contempla nombroses novel·les i històries curtes, així com una dotzena de llibres infantils. També ha traduït diversos llibres a l'àrab. Destaquen El Comité, Beirut Beirut i Zaat, que han estat traduïdes a diverses llengües.